# Mangala Samaraweera
Mangala Samaraweera (Matara, 21 aprile 1956 – Colombo, 24 agosto 2021) è stato un politico singalese.

## Biografia
Più volte parlamentare, fu Ministro degli Esteri dal 19 novembre 2005 al 28 gennaio 2007, poi di nuovo dal 12 gennaio 2015 al 22 maggio 2017. Dal 22 maggio 2017 al novembre 2019 fu invece Ministro delle Finanze.
Mangala Samaraweera è morto per complicazioni da Covid-19 nell'agosto del 2021.